# Spread Your Wings
«Spread Your Wings» (en español: Extiende tus alas) es una canción realizada como sencillo por la banda británica de rock Queen, extraído del álbum News of the world y escrita por el bajista John Deacon.
La canción describe a un joven llamado Sammy que trabajaba limpiando el piso en el Emerald Bar, y la canción trata de apoyarlo para que siga sus sueños diciéndole: «Spread your wings and fly away, fly away, far away».

## En directo
La canción formó parte del repertorio en vivo de la banda desde el News of the World Tour de 1977-78 hasta el Crazy Tour de 1979. Una versión grabada en un concierto de esta época aparece en el álbum Live Killers, editado en 1979. 
La canción volvió al setlist de la banda 38 años después, durante la gira de Queen + Adam Lambert en los Estados Unidos en 2017, ya sin Freddie Mercury (fallecido en 1991) ni John Deacon (retirado en 1997) en el grupo.

## Versiones
Esta canción ha sido versionada por la banda de power metal alemana Blind Guardian. Dicha versión se incluyó en su disco Somewhere far beyond (1992), y también en su disco The forgotten tales (1996).

## Personal
- Freddie Mercury: voz y piano
- Brian May: guitarra eléctrica
- Roger Taylor: batería.
- John Deacon: bajo, guitarra acústica